# Emilia Kangas
Emilia Sofia Tuulikki Kangas (* 10. August 2001 in Nurmo) ist eine finnische Leichtathletin, die sich auf das Kugelstoßen spezialisiert hat.

## Sportliche Laufbahn
Erste internationale Erfahrungen sammelte Emilia Kangas im Jahr 2021, als sie bei den U23-Europameisterschaften in Tallinn ohne einen gültigen Versuch in der Qualifikationsrunde ausschied. Zwei Jahre darauf gewann sie bei den U23-Europameisterschaften in Espoo mit 16,75 m die Bronzemedaille hinter der Niederländerin Alida van Daalen und Serena Vincent aus dem Vereinigten Königreich. Anschließend startete sie bei den Weltmeisterschaften in Budapest und schied dort mit 15,94 m in der Qualifikationsrunde aus. 2024 gelangte sie bei den Europameisterschaften in Rom mit 16,74 m auf den zwölften Platz und im Jahr darauf verpasste sie bei den Halleneuropameisterschaften in Apeldoorn mit 16,93 m den Finaleinzug.
2024 wurde Kangas finnische Meisterin im Kugelstoßen im Freien sowie 2025 in der Halle.